# Supply Chain Monitoring
Das Supply Chain Monitoring bezeichnet alle operative Aktivitäten zur Steuerung und Kontrolle der Lieferkette und ist Teil des operativen Supply Chain Management.

## Begriffliche Abgrenzung
Eine Abgrenzung zwischen den Begriffen Supply Chain Monitoring und Supply Chain Controlling ergibt sich aus dem Zweck der Datenermittlung und dem relevanten Betrachtungszeitraum der ermittelten Daten. Während die Ergebnisse des Controllings für die mittel- und langfristige Steuerung der Lieferkette eingesetzt werden, besteht das Ziel des Monitoring in der Echtzeitüberwachung der beobachteten Prozesse, mit dem Ziel, Abweichungen oder Fehlentwicklungen unverzüglich zu erkennen.
Um der Komplexität heutiger Produktionsformen gerecht zu werden, muss sich das Supply Chain Monitoring über die gesamte Wertschöpfungskette erstrecken. Dazu sind neben der Produktion auch die Beschaffung, die Distribution sowie der Vertrieb zu zählen. Termintreue ist für eine funktionierende Lieferkette von größter Bedeutung. Beim Monitoring geht es daher in erster Linie um die termingerechte Ausführung der zumeist sequenziell durchzuführenden Aktivitäten innerhalb der Lieferkette.

## Supply Chain Monitoring
Bei der Methodik des Monitorings geht man zunächst davon aus, dass alle überwachten Prozesse plangemäß ablaufen und keinerlei eingreifender Aktivitäten bedürfen. Ein Ausnahmefall liegt immer dann vor, wenn das Überwachungssystem eines Prozesses eine Abweichung um mehr als den vorgegebenen Toleranzwert ermittelt. Automatisierte Systeme könnten in solchen Fällen z. B. eine Benachrichtigung der betroffenen Stakeholder auslösen oder vorab definierte Eskalationsketten in Gang setzen. Dies setzt voraus, dass im Vorfeld Toleranzkriterien erarbeitet und Aktivitäten definiert wurden, die bei Auftreten eines bestimmten Ausnahmefalles auszuführen sind.

## Supply Chain Monitor
Der Begriff Supply Chain Monitor umfasst alle softwaregestützten Überwachungssysteme innerhalb des Supply Chain Management. Software gestützte Supply Chain Monitoring Systeme sind bei der Komplexität heutiger Lieferketten und logistischer Prozesse unverzichtbar. Ohne Systeme, die Rückmeldungen aus der Lieferkette (Messpunkte) entgegennehmen und verarbeiten, bleiben drohende Verzögerungen innerhalb der Lieferkette unentdeckt. Und ohne die Software gestützte Verarbeitung dieser Informationen, ist eine Auswirkungsanalyse kaum möglich.
Ein idealer Supply Chain Monitor
- bezieht Daten aus den unternehmenseigenen ERP-System,
- stellt sie aktiven Stakeholdern (z. B. Lieferanten) auf einer Plattform zur Verfügung
- erlaubt bzw. erfordert die Verarbeitung und Anreicherung mit Rückmeldungen (Messpunkten)
- errechnet Abweichungen definierter Toleranzkriterien und
- warnt betroffene Stakeholder automatisiert im Falle von Abweichungen

Solche Supply Chain Monitoring Systeme sind bei vielen Unternehmen im Einsatz – entweder als integrierte Komponenten des ERP-Systems oder als externe, intermediäre Systeme, welche Daten aus ERP- und anderen Systemen konsumieren und für die Analyse aufbereiten.

## Integrierte versus externe Monitoring Systeme
Die Stärke externer Monitoring Systeme liegt darin, dass sie sich flexibel und kostengünstig an spezifische Lieferantenstrukturen und operative Prozesse anpassen lassen. Zudem sind sie oft jenseits der Firewall angesiedelt und bieten auch externen Stakeholdern einen schreibenden Zugriff. Dieser ist gerade für kollaborativ angelegte Systeme sehr hilfreich, um auch „Soft-Facts“ und nicht-standardisierte Hinweistexte auftragsbezogen austauschen zu können. 
Integrierte Systeme haben den Vorteil, auf alle vorhandenen Daten des ERP-Systems zugreifen zu können. Damit können jederzeit komplexe Berichte und Auswirkungsanalysen erstellt werden. Zudem unterstützen integrierte Systeme die Systemhomogenität und verursachen dadurch geringere Wartungskosten. Ein Nachteil integrierter Systeme ist ihre mangelnde „Offenheit“ für unternehmensexterne Stakeholder (z. B. Lieferanten). Ein kollaborativer Ansatz ist somit im Hinblick auf die IT-Sicherheit nicht oder nur unter großem Aufwand realisierbar. Ein weiterer Nachteil ist die Unflexibilität integrierter Systeme. Erforderliche Prozessänderungen verursachen bei integrierten Systemen naturgemäß einen hohen Anpassungsaufwand.
Voraussetzung für beide Systemvarianten ist die Definition von entsprechenden Ausnahmebedingungen, die die zu beobachtenden Prozesse sowie die jeweiligen Toleranzbereiche beinhalten.